# رانكبرين
رانكبرين RankBrain هي خوارزمية محرك بحث تعتمد على التعلم الآلي، وقد تم تأكيد استخدامها من قبل جوجل في 26 أكتوبر 2015. تساعد هذه الخوارزمية جوجل على معالجة نتائج البحث وتوفير نتائج بحث أكثر صلة للمستخدمين. في مقابلة عام 2015 ، علقت جوجل على أن الرانكبرين كان ثالث أهم العوامل في خوارزمية الترتيب جنبًا إلى جنب مع الروابط والمحتوى. اعتبارًا من عام 2015، «تم استخدام الرانكبرين في أقل من 15٪ من طلبات البحث».

## كيف تعمل
إذا صادفت خوارزمية الرانكبرين كلمة أو عبارة ليست مألوفة، يمكن للجهاز تخمين ما الكلمات أو العبارات التي قد يكون لها معنى مشابه وتصفية النتيجة وفقًا لذلك، مما يجعل هذه الخواريزمية أكثر فعالية في التعامل مع استعلامات البحث أو الكلمات الرئيسية التي لم يسبق رؤيتها من قبل. يتم فرز استعلامات البحث وفقا إلى موجهات كلمات(vectors)، والمعروفة أيضًا باسم «التمثيلات الموزعة» ، والتي تكون قريبة من بعضها البعض من حيث التشابه اللغوي. تحاول رانكينبرين تحويل هذا الاستعلام إلى كلمات أو مجموعات من الكلمات التي لديها أفضل فرصة للمطابقه. لذلك، يحاول الرانكينبرين تخمين ما يعنيه الأشخاص ويسجل النتائج، مما يكيف ويعدل النتائج لتوفير رضا أفضل للمستخدمين.

## خوارزميات الترتيب
هناك أكثر من مأتين من عوامل التصنيف المختلفة التي تشكل خوارزمية الترتيب، والتي لم يتم الكشف عن وظائفها بالضبط في خوارزمية جوجل بشكل كامل. بخلاف المحتوى والروابط، يعتبر الرانكينبرين ثالث أهم إشارة في تحديد الترتيب على بحث جوجل. عندما تكون في وضع عدم الاتصال، يأخذ الرانكينبرين مجموعات من عمليات البحث السابقة ويتعلم من خلال مطابقة نتائج البحث. أظهرت الدراسات كيف قام رانكبراين بترجمة العلاقات بين الكلمات بشكل أفضل.

## التأثير على التسويق الإلكتروني
ساعدة الرانكينبرين جوجل هومينجبيرد في تقديم نتائج أكثر دقة لأنه يمكنه تعلم الكلمات والعبارات التي لا يعرفها. كما يتعلمها خصيصًا للبلد واللغة التي يتم فيها الاستعلام. لذلك تظهر نتائج البحث وفقا لمعنى الكلمة في الدولة ذاتها وتختلف في مكان اخر لإختلاف المعنى مع تتطابق الحروف.